# Castelo Rodrigo
Castelo Rodrigo ist eine Gemeinde (Freguesia) im portugiesischen Kreis Figueira de Castelo Rodrigo. In ihr leben 468 Einwohner (Stand 19. April 2021). Castelo Rodrigo gehört zu den zwölf historischen Dörfern, den Aldeias Históricas de Portugal.

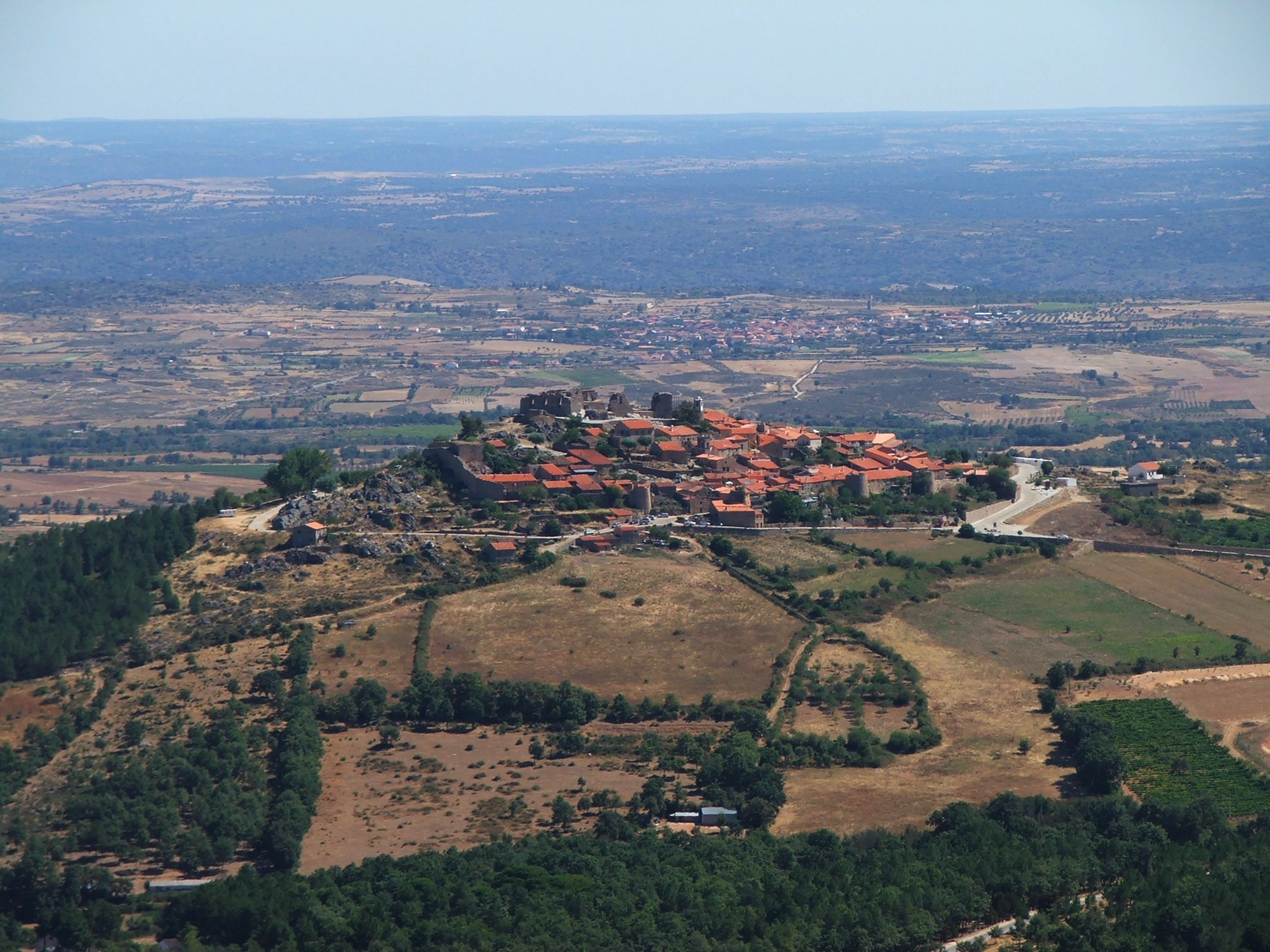
Luftansicht des Dorfes

## Geografie
Castelo Rodrigo liegt auf 820 Meter Höhe. Der Ort ist 3 km von der Kreisstadt Figueira de Castelo Rodrigo, und etwa 60 km von der Distrikthauptstadt Guarda entfernt.

## Geschichte
Bereits 500 v. Chr. war der Ort von keltiberischen Turdulen und später Lusitaniern bewohnt. Deren Wallburg (port.: Castro) wurde von den Römern eingenommen und geschleift. Aus seiner Zeit als Teil des Westgotenreichs sind wenige Spuren erhalten geblieben. Die Araber errichteten hier erneut eine Festung, die Ferdinand I. (León) 1039 erstmals von ihnen eroberte. 1170 eroberte Portugals erster König, D. Afonso Henriques, den Ort, und ließ dort das Kloster Convento de Stª. Mª. de Aguiar bauen. Nach erneutem Mauren-Einfall konnte König D.Sancho den Ort endgültig erobern. 1209 erhielt der Ort erstmals Stadtrechte (Foral). Seit dem Vertrag von Alcañices 1297 ist Castelo Rodrigo endgültig portugiesisch. Unter den Königen D.Dinis, D.Fernando I. und D.João I. wurde die Festung weiter ausgebaut, im Zuge verschiedener Auseinandersetzungen mit dem Königreich Kastilien. König Manuel I. ließ die verfallende Festung 1500 neu anlegen und erteilte dem Ort 1508 erneut Stadtrechte.
Im Restaurationskrieg um die Wiedererlangung der Unabhängigkeit Portugals ab 1640 war Castelo Rodrigo ein bedeutender strategischer Verteidigungsposten. Am 7. Juli 1664 schlug das portugiesische Heer unter Pedro Jacques de Magalhães hier die spanische Armee unter Gaspar Téllez-Girón y Sandoval, Duque de Osuna. Bis zum Frieden von Lissabon 1668 blieb die Gegend um Castelo Rodrigo ein Schauplatz von Auseinandersetzungen.
Im Siebenjährigen Krieg wurde Castelo Rodrigo 1762 zerstört. Nach den weiteren Zerstörungen und Plünderungen 1810, während der napoleonischen Invasionen, verließen bis auf wenige Bewohner alle verbliebenen Familien den Ort, und S. Vicente da Figueira, unweit unterhalb des hochgelegenen Castelo Rodrigo, gewann in dem Zuge weiter an Bedeutung. 1836 wurde die gewachsene Gemeinde von S. Vicente ein eigenständiger Kreis (Concelho), und, eingedenk des historischen Ortes Castelo Rodrigo, in Figueira de Castelo Rodrigo umbenannt.
Seit 1994 gehört Castelo Rodrigo zu den besonders gut erhaltenen historischen Dörfern der Aldeias Históricas und genießt somit besondere Schutzregelungen und Förderungen.

## Denkmäler

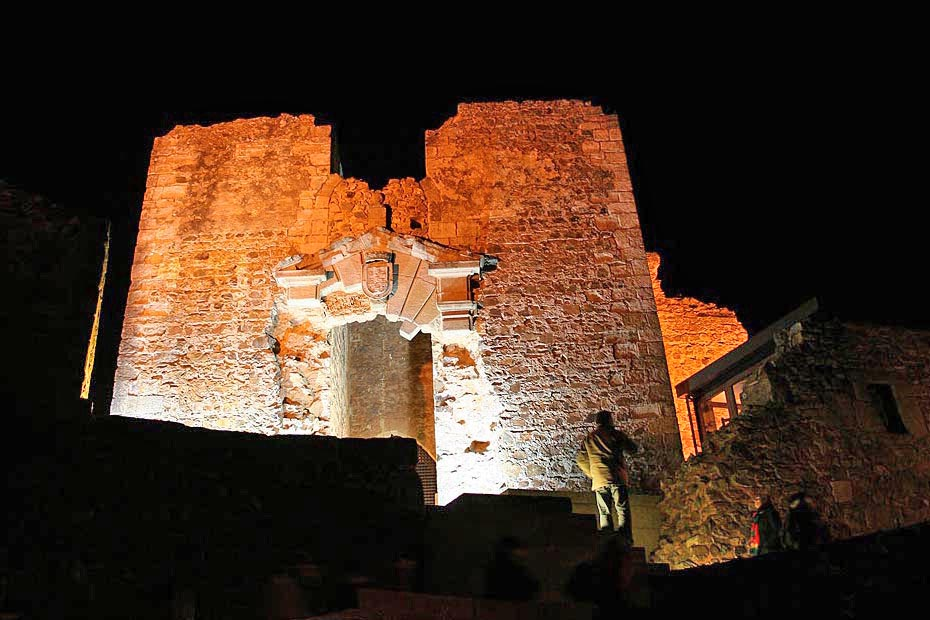
Die nächtlich angestrahlten Burgruinen

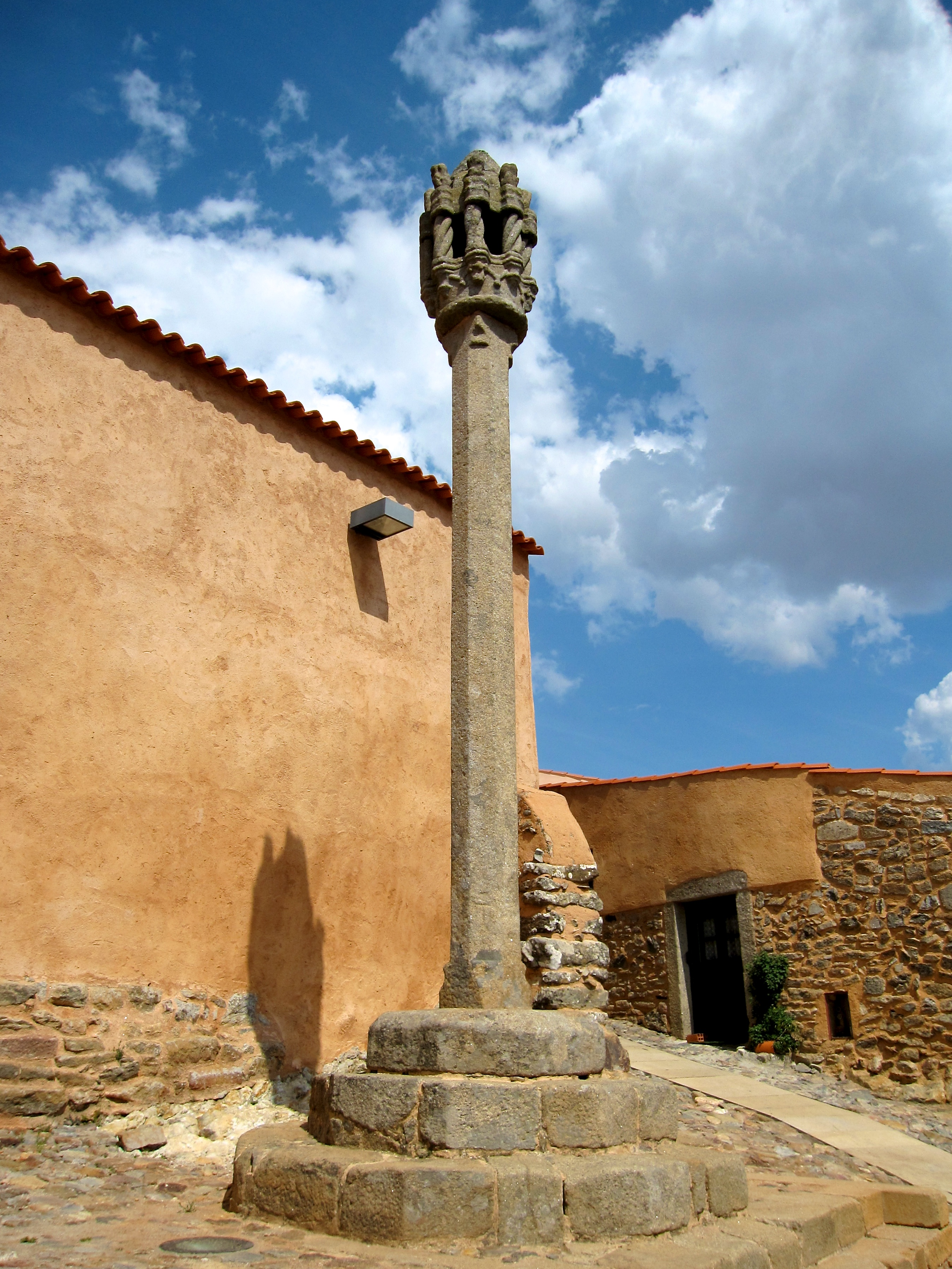
Der Schandpfahl (Pelourinho) von Castelo Rodrigo

Als bekanntestes Bauwerk des Ortes gilt die Burg Castelo Rodrigo.
Im Ort stehen 14 denkmalgeschützte Bauwerken, darunter die Klosterkirche Igreja e Mosteiro de Santa Maria de Aguiar aus dem 12. Jahrhundert, die mit manuelinischen Fenster-Elementen versehenen Wohnhäuser aus dem frühen 16. Jahrhundert, die Zisterne (Cisterna) aus dem 14. Jahrhundert, der Schandpfahl (Pelourinho) aus dem 16. Jahrhundert und der manerist Wandbrunnen Chafariz da Casqueira aus dem 18. Jahrhundert.